# Frenguelliphlebia
Frenguelliphlebia – wymarły rodzaj owadów z nadrzędu Odonatoptera, obejmujący tylko jeden znany gatunek: Frenguelliphlebia labandeirai.
Gatunek i rodzaj zostały opisane w 2003 roku przez Rafaela G. Martinsa-Neto i Oscara F. Gallego. Skamieniałość odkryto w formacji Los Rastros, w argentyńskim Gualo i pochodzi ona z późnego triasu środkowego lub wczesnego triasu późnego. Epitet gatunkowy nadano na cześć Conarada C. Labandeiry. Takson nie został przez autorów przyporządkowany do rzędu ani rodziny.
Holotyp to nasadowa część przedniego skrzydła o długości 12 mm. Charakteryzują ją: biorąca początek u nasady, umiarkowanie falowana żyłka kubitalna o długich i zakrzywionych odgałęzianiach, szeroki rejon kubitalny, przednia żyłka kubitalna z pięcioma odgałęzieniami drugorzędnymi i żyłkami wstawkowymi oraz pojedyncza, odsiebnie rozgałęziona tylna żyłka kubitalna.